# Jozef Jankech
Jozef Jankech (* 24. října 1937 Šaľa) je bývalý slovenský fotbalový útočník a trenér.

## Fotbalová kariéra
Během základní vojenské služby hrál za ČH Šaľa a Duklu Uherské Hradiště. Poté hrál za TTS/Jednotu Trenčín a TŽ Třinec. Za Jednotu Trenčín vstřelil deset prvoligových branek.

### Ligová bilance
| Ročník             | Zápasy | Góly | Minuty | Klub            |
| ------------------ | ------ | ---- | ------ | --------------- |
| I. liga 1960/61    | 18     | 0    | 1 274  | Jednota Trenčín |
| II. liga 1961/62   | –      | –    | –      | Jednota Trenčín |
| I. liga 1962/63    | 23     | 6    | 1 990  | Jednota Trenčín |
| I. liga 1963/64    | 19     | 2    | 1 627  | Jednota Trenčín |
| I. liga 1964/65    | 8      | 2    | 473    | Jednota Trenčín |
| CELKEM I. ČS. LIGA | 68     | 10   | 5 364  |                 |

## Trenérská kariéra
Trénoval TŽ Třinec, VSS Košice, Lokomotívu Košice, Strojárne Martin, znovu Lokomotívu Košice, na Kypru Nea Salamis FC, opět Lokomotívu Košice, ZVL Žilina, TTS Trenčín, ŠK Slovan Bratislava, v Malajsii Kuala Lumpur FA, Jednotu VSS Košice, Inter Bratislava, Slovan Levice, Qatar SC, podruhé Slovan Levice, reprezentaci Slovenska, MFK Dubnica nad Váhom, reprezentaci Malediv, podruhé MFK Dubnica nad Váhom, podruhé Slovan Bratislava, podruhé reprezentaci Malediv, FK Dukla Banská Bystrica a potřetí Slovan Bratislava.